# Namur
Namur é uma cidade e um município da Bélgica capital do distrito de Namur, da província de Namur e da região da Valônia, no sul do país. A cidade está localizada na confluência dos rios Sambre e Meuse.
A Catedral de St. Auban foi construída entre 1751 e 1763. As suas colunas de acoplamento italiano salientam harmoniosamente os vãos.
A Cidadela observa do alto a cidade no exato ponto onde os dois rios se juntam. Essa velha fortificação foi transformada num amplo parque de 80 hectares, e oferece uma panorâmica magnífica da cidade e do vale.
A estátua equestre do Rei Alberto I fica no ponto extremo da confluência dos dois rios.

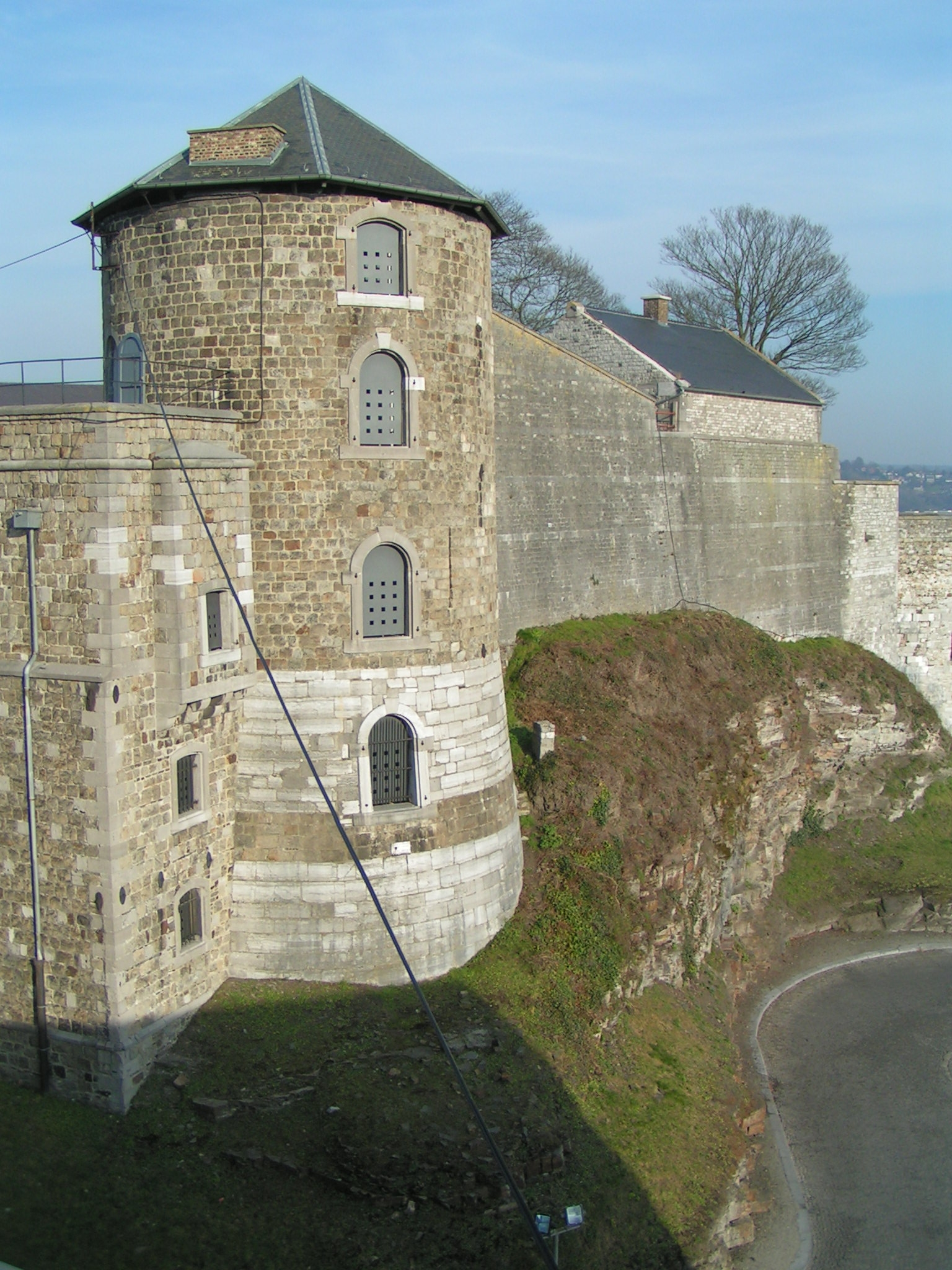
Aspecto da citadela de Namur, Bélgica